# Melemaea
Melemaea là một chi bướm đêm thuộc họ Geometridae.